# 中華民國—摩洛哥關係
中華民國與摩洛哥王國無正式外交關係，目前也沒有在對方首都互設具大使館功能的代表機構。對摩洛哥的相關事務由駐法國台北代表處、駐普羅旺斯臺北辦事處共同管轄。

## 政治

### 外交

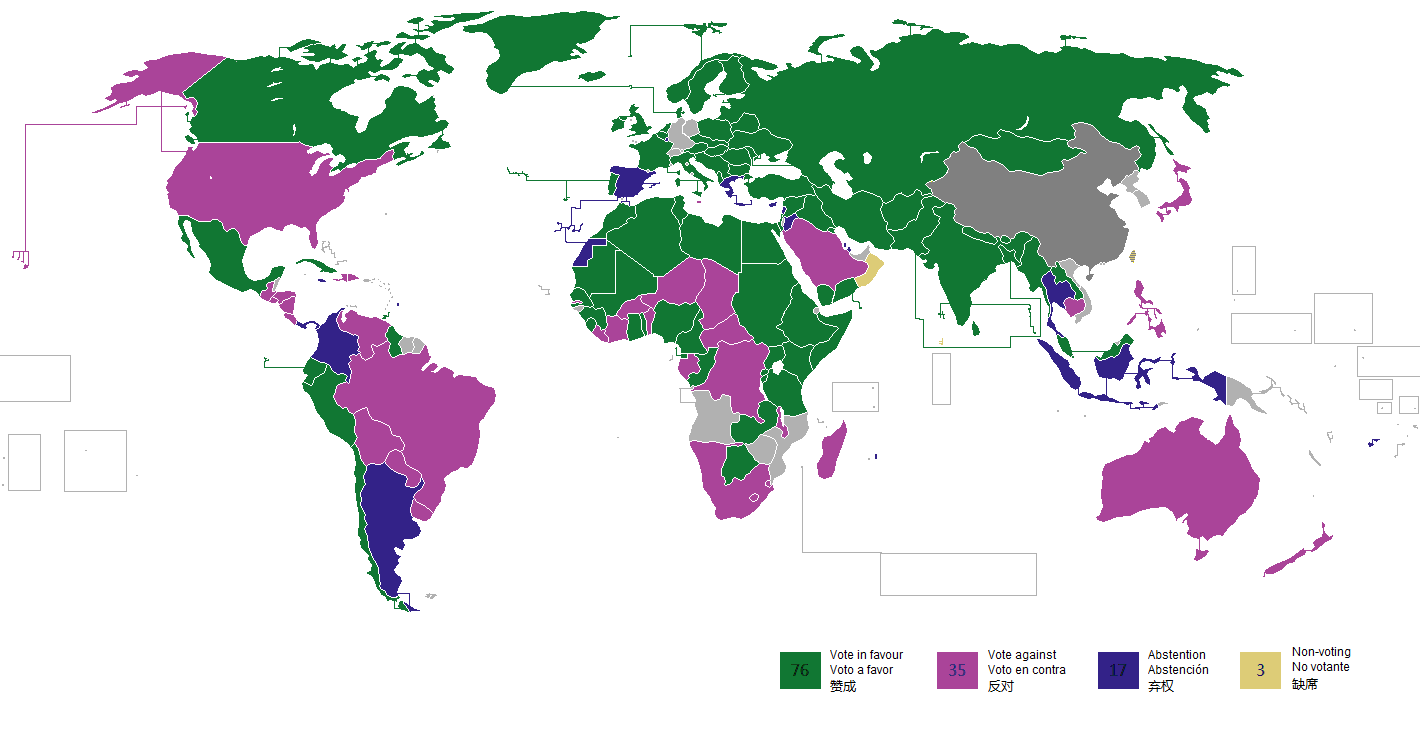
綠色國家表示在1971年的投票中反對中華民國續留聯合國，即《聯合國大會2758號決議》，其中包括摩洛哥。

摩洛哥在1956年脱离法国独立。翌年5月，中華民國駐義大利大使焌吉访问摩洛哥并获国王穆罕默德五世接见，期间两国签署《中摩貿易協定》。但最终未促成两国建交。
2003年6月20日，由行政院新聞局副局長李雪津率領之代表團前往摩洛哥舉行的第13屆全球婦女高峰會（Global Summit of Women），據團員事後說明在中華人民共和國的幕後干擾下，代表團員雖已取得簽證，但摩洛哥政府卻以其駐香港領事館所發簽證無效為由阻止團員入境。
2023年9月8日，摩洛哥马拉喀什附近發生大地震，造成嚴重傷亡。10日，中華民國外交部捐款50萬美元協助賑災，內政部消防署特種搜救隊也準備好隨時前往摩洛哥協助救災。

## 經濟

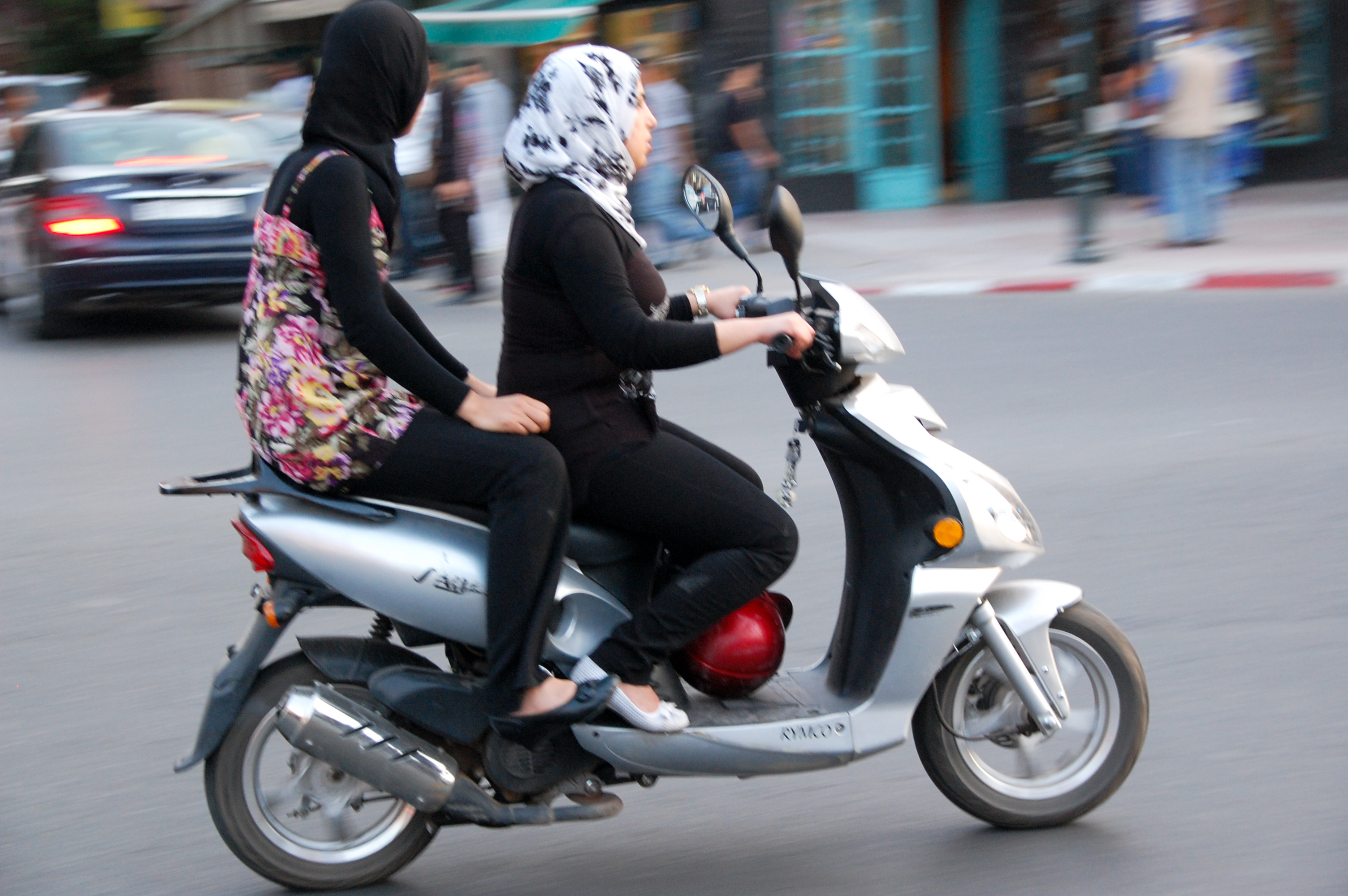
摩洛哥西南大城：馬拉喀什街頭的臺灣KYMCO機車

### 貿易
| 年分 | 貿易總額    | 貿易總額 | 貿易總額 | 出口至摩洛哥 | 出口至摩洛哥 | 出口至摩洛哥 | 自摩洛哥進口 | 自摩洛哥進口 | 自摩洛哥進口 | 順逆差  |
| 年分 | 金額        | 年增減   | 排名     | 金額         | 年增減       | 排名         | 金額         | 年增減       | 排名         | 順逆差  |
| ---- | ----------- | -------- | -------- | ------------ | ------------ | ------------ | ------------ | ------------ | ------------ | ------- |
| 2017 | 131,994,900 | ▲16.9%   | 84       | 65,334,505   | ▲8.9%        | 81           | 66,660,395   | ▲25.9%       | 74           | 逆差 -- |
| 2018 | 131,462,731 | ▼0.4%    | 83       | 64,277,241   | ▼1.6%        | 82           | 67,185,490   | ▲0.8%        | 77           | 逆差▲   |
| 2019 | 120,037,556 | ▼8.7%    | 83       | 71,356,332   | ▲11.0%       | 78           | 48,681,224   | ▼27.5%       | 81           | 順差 -- |
| 2020 | 108,775,686 | ▼9.4%    | 84       | 69,828,455   | ▼2.1%        | 75           | 38,947,231   | ▼20.0%       | 87           | 順差▲   |
| 2021 | 147,736,160 | ▲35.8%   | 84       | 72,675,424   | ▲4.1%        | 79           | 75,060,736   | ▲92.7%       | 83           | 逆差 -- |
| 2022 | 174,297,548 | ▲18.0%   | 83       | 88,082,743   | ▲21.2%       | 77           | 86,214,805   | ▲14.9%       | 78           | 順差 -- |
| 2023 | 158,124,227 | ▼9.3%    | 81       | 84,156,240   | ▼4.5%        | 74           | 73,967,987   | ▼14.2%       | 78           | 順差▲   |
| 2024 | 147,516,187 | ▼6.7%    | 75       | 88,904,863   | ▲5.6%        | 71           | 58,611,324   | ▼20.8%       | 80           | 順差▲   |

2023年的兩國貿易項目如下：
出口至摩洛哥的前10大項目為：半導體裝置、光敏半導體裝置、發光二極體、已裝妥之压电晶体；小客車與其他主要設計供載客之機動車輛；電話機（包括智能手机），以及其他傳輸或接收聲音、圖像之有線或无线网络通訊器具；集成电路；機動車輛所用之零件與附件；窄幅梭織物；其他塑料製品與特定材料制成品；不鏽鋼扁軋製品；診斷或實驗用有底襯之試劑或配製試劑，以及檢定參照物；自行車或機動車輛用之電氣照明或信號設備、擋風板刮刷器、去霜或去霧器等。
自摩洛哥進口的前10大項目為：鑌钴與其他煉鈷之中間產品、鈷及其製品；天然磷酸钙、磷酸铝钙與磷酸鹽白堊；積體電路；女用或女童用服飾；不適於人類食用之肉、魚、甲殼類、软体动物或其他水產无脊椎动物；冷凍魚；箱盒袋類容器；男用或男童用服飾；硫化橡膠製品；針織或鉤針織套頭衫、無領開襟上衣、外穿式背心與類似品等。

### 投資
根據中華民國經濟部投資審議司統計，截至2022年，臺商赴摩洛哥總投資金額約13.3萬美元，計有2件；摩洛哥對臺灣總投資金額約25.8萬美元，計有7件。

### 會展
2010年11月24日，中華民國對外貿易發展協會（外貿協會）舉辦的「2010年北非貿易訪問團」於第1大城卡薩布蘭卡舉辦貿易洽談會，由摩洛哥商工總會理事長開幕並致辭。
2013年11月9日，中華民國經濟部國際貿易局委託外貿協會與21家台灣業者執行「2013年西北非主力市場拓銷團」，共前往摩洛哥、迦納、科特迪瓦、奈及利亞等國。選擇摩洛哥是以其前進歐盟市場的跳板，也是阿拉伯馬格里布聯盟（AMU）成員國，該聯盟人口約9,000萬，具有市場潛力。
2015年8月、11月，中華民國國際經濟合作協會（國經協會）、外貿協會分別組團前往卡薩布蘭卡舉辦貿易洽談會。
2016年11月、2018年9月，中華民國經濟部非洲市場推動辦公室組團前往卡薩布蘭卡舉辦貿易洽談會。

### 組織
目前在摩洛哥無臺商或臺僑組織，亦無臺灣的金融機構。

## 協定
| 日期          | 簽署                                                               | 備註   |
| ------------- | ------------------------------------------------------------------ | ------ |
| 1957年5月27日 | 《中摩貿易協定》                                                   |        |
| 2007年5月26日 | 《台灣金融監督管理委員會與摩洛哥證券管理委員會資訊交換瞭解備忘錄》 |        |
| 2015年        | 《中華民國國際經濟合作協會與摩洛哥企業家協會合作協定》             | [ 10 ] |

## 簽證

持中華民國護照的中華民國國民簽證要求分布圖：入境摩洛哥需要簽證。

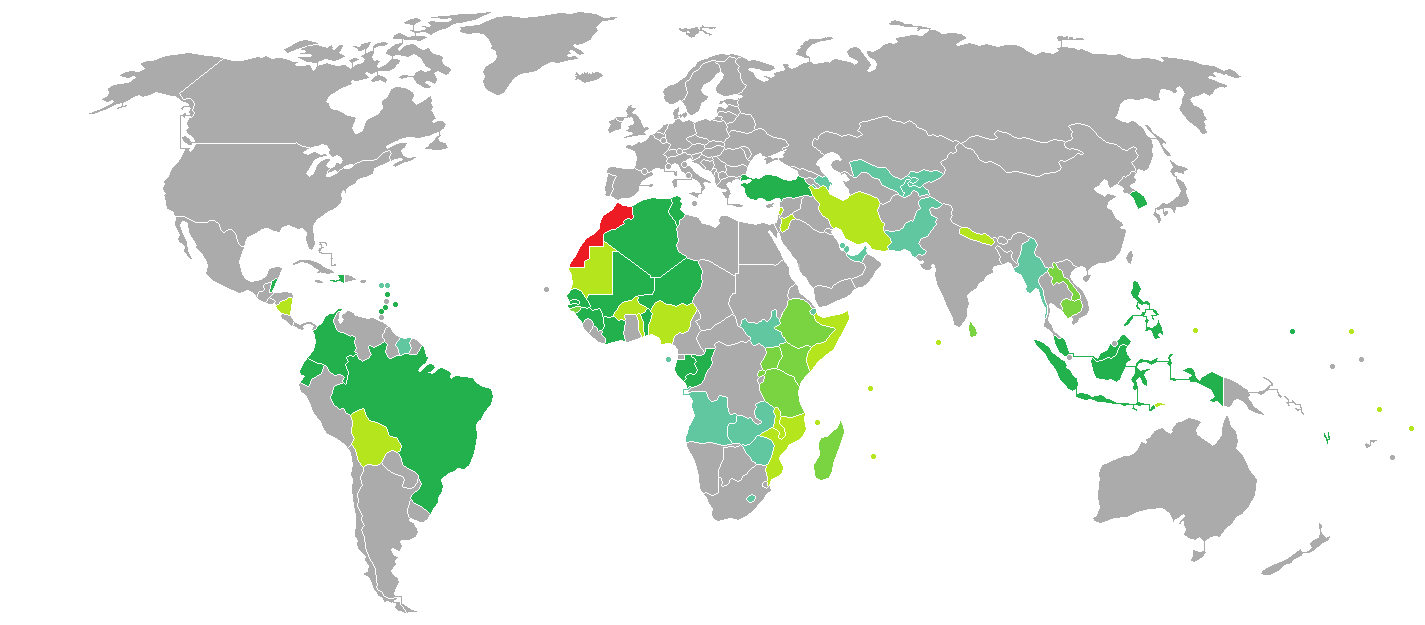
持摩洛哥護照的摩洛哥人口簽證要求分布圖：入境中華民國需要簽證。

兩國國民皆須申請簽證方可入境對方國家。持有中華民國護照的中華民國國民須事先申請入境簽證函（visa confirmation letter），申辦一般簽證可郵寄至摩洛哥駐日本大使館或親自前往摩洛哥駐韓國大使館（僅限持韓國外國人登錄證者），郵寄辦理需1－2個月，親自辦理則可當場准駁。經摩洛哥轉機須辦理過境簽證。
持摩洛哥護照的摩洛哥國民抵台參加由中央政府機關主辦、協辦或贊助之國際會議、運動賽事、商展或其他活動，可以電子簽證入境中華民國，停留最多30天並不得延期。

## 交通

### 航空

#### 客運
兩國無直航班機，可經由（不計航點遠近，截至2023年6月29日）：
- 臺北→杜拜、伊斯坦堡、倫敦、巴黎、羅馬、米蘭、慕尼黑、法蘭克福、阿姆斯特丹、維也納（季節性飛摩洛哥）、布拉格（2023年7月18日開航臺北、季節性包機飛摩洛哥）、紐約，再轉機前往摩洛哥的國際機場（英语：List of airports in Morocco）。

### 駕車
持有中華民國國際駕駛執照可在摩洛哥駕車。

## 外部連結
- 中華民國外交部－摩洛哥王國簡介 （页面存档备份，存于）
- 駐法國台北代表處
  - 駐普羅旺斯辦事處
- 外交部領事事務局－國外旅遊警示分級表
- 中華民國衛生福利部－國際旅遊疫情建議等級
- 中華民國國際經濟合作協會 （页面存档备份，存于）